# 劉洪 (景泰進士)
劉洪（15世纪？—？），字文裕，浙江寧波府定海縣（今寧波市镇海区）人，軍籍，明朝官员。景泰年間進士，官至廣東布政使司參政。

## 生平
正统十二年（1447年）丁卯科浙江鄉試第四十二名。景泰五年（1454年）甲戌科會試第三百一名，殿試登二甲第十九名進士歷官兵部武選司郎中。為人耿直。成化八年（1472年），延綏紀功，拒絕威寧伯王鉞、兵部尚書項忠請託子弟之事。官至廣東布政使司參政。后落职归乡，时年四十二。
晚年在鄞縣月湖閒居，生活清苦，每日作詩文自娛。有《夢軒稿》。

## 家族
曾祖父劉豫，曾任元廉訪副使。祖父劉廷毅。父亲劉時和。子劉光，弘治进士，官至廣東知府。今澥浦镇庙戴村牌门头自然村有司马堂父子进士第和父子進士亭。